# Janusz Sosnowski

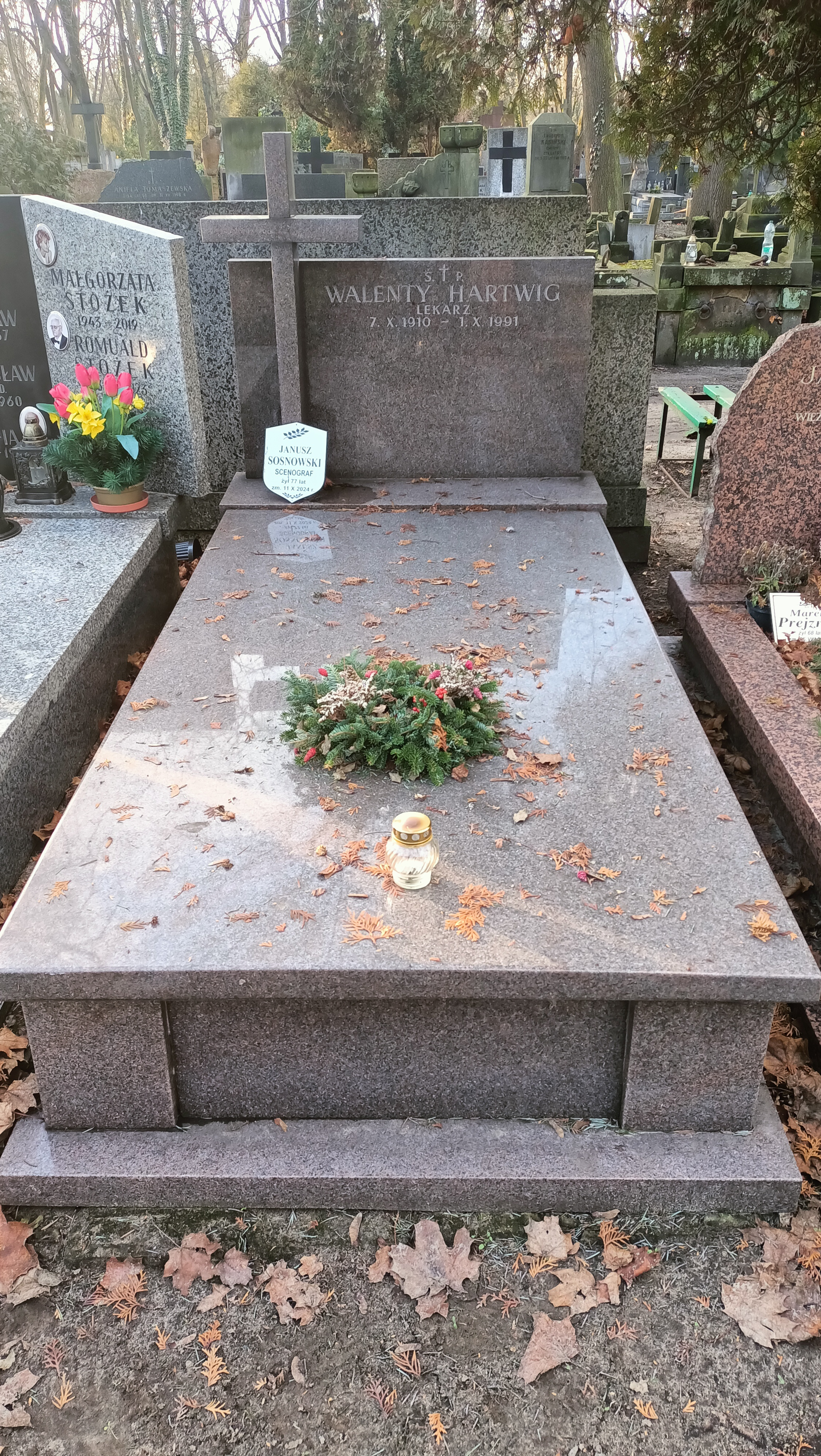
Grób Janusza Sosnowskiego na Cmentarzu Powązkowskim

Janusz Sosnowski (ur. 11 kwietnia 1947 w Warszawie, zm. 11 października 2024) – polski scenograf telewizyjny i filmowy. Profesor w PWSFTviT w Łodzi i w Akademii Sztuk Pięknych w Warszawie.

## Życiorys
W 1974 ukończył studia na Wydziale Architektury Politechniki Warszawskiej. Debiutował jako scenograf filmem krótkometrażowym Za ciosem (1975, reż. Piotr Andrejew).
Odznaczony Brązowym Medalem „Zasłużony Kulturze Gloria Artis” (2022).
Zmarł 11 października 2024 roku w wieku 77 lat, został pochowany na Cmentarzu Powązkowskim w Warszawie

## Wybrana filmografia
- Syberiada polska (2013)
- Ranczo (od 2006)
- Wyspa skazańców (2010)
- Karol. Człowiek, który został papieżem (2005)
- Kto nigdy nie żył… (2005)
- Kasia i Tomek (2002–2003)
- Quo vadis (2001)
- Aberdeen (2000)
- Pestka (1995)
- Kingsajz (1987)
- Seksmisja (1984)
- Dom wariatów (1984)
- Klincz (1979)

## Nagrody filmowe
- 2007: Kto nigdy nie żył… – nominacja Orzeł 2007 Polskiej Akademii Filmowej w kategorii: najlepsza scenografia.
- 2002: Quo vadis – Orzeł 2001 Polskiej Akademii Filmowej w kategorii: najlepsza scenografia.
- 2001: Wrota Europy – Orzeł 2000 Polskiej Akademii Filmowej w kategorii: najlepsza scenografia.
- 1999: Billboard – nominacja Orzeł 1998 Polskiej Akademii Filmowej w kategorii: najlepsza scenografia.
- 1990: Kingsajz – Nagroda za scenografię na Międzynarodowym Festiwalu Filmów w Brukseli.
- 1988: Kingsajz – Nagroda za scenografię na FPFF Gdynia
- 1984: Seksmisja – Nagroda za scenografię na FPFF Gdańsk